# گروه رسانه‌ای دوغوش
گروه رسانه ای دوغوش  یک گروه رسانه ای ترکیه ای است که بخشی از هلدینگ دوغوش است. شبکه های در اختیار این شرکت ان تی وی (از ۱۹۹۹ تاکنون) و شبکه استار تی‌وی (از ۲۰۱۱ تاکنون) است.